# Niervarenfamilie
De niervarenfamilie (Dryopteridaceae) is een wereldwijd voorkomende  familie varens met naargelang de gevolgde taxonomie 21 tot 60 geslachten en 900 tot 3000 soorten. Het zijn voornamelijk grond- en rotsvarens.
Van deze familie komen negen soorten van nature in België en Nederland voor, waaronder de zeer algemene mannetjesvaren.

## Naamgeving en etymologie
- Synoniem: Aspidiaceae
- Duits: Wurmfarngewächse
- Engels: Wood fern family

De botanische naam Dryopteridaceae is overgenomen van het geslacht Dryopteris en komt van het Oudgriekse δρῦς, drus (= boom) en πτερίς, pteris (= varen).
De Nederlandse naam niervaren slaat op de niervormige dekvliesjes.

## Kenmerken

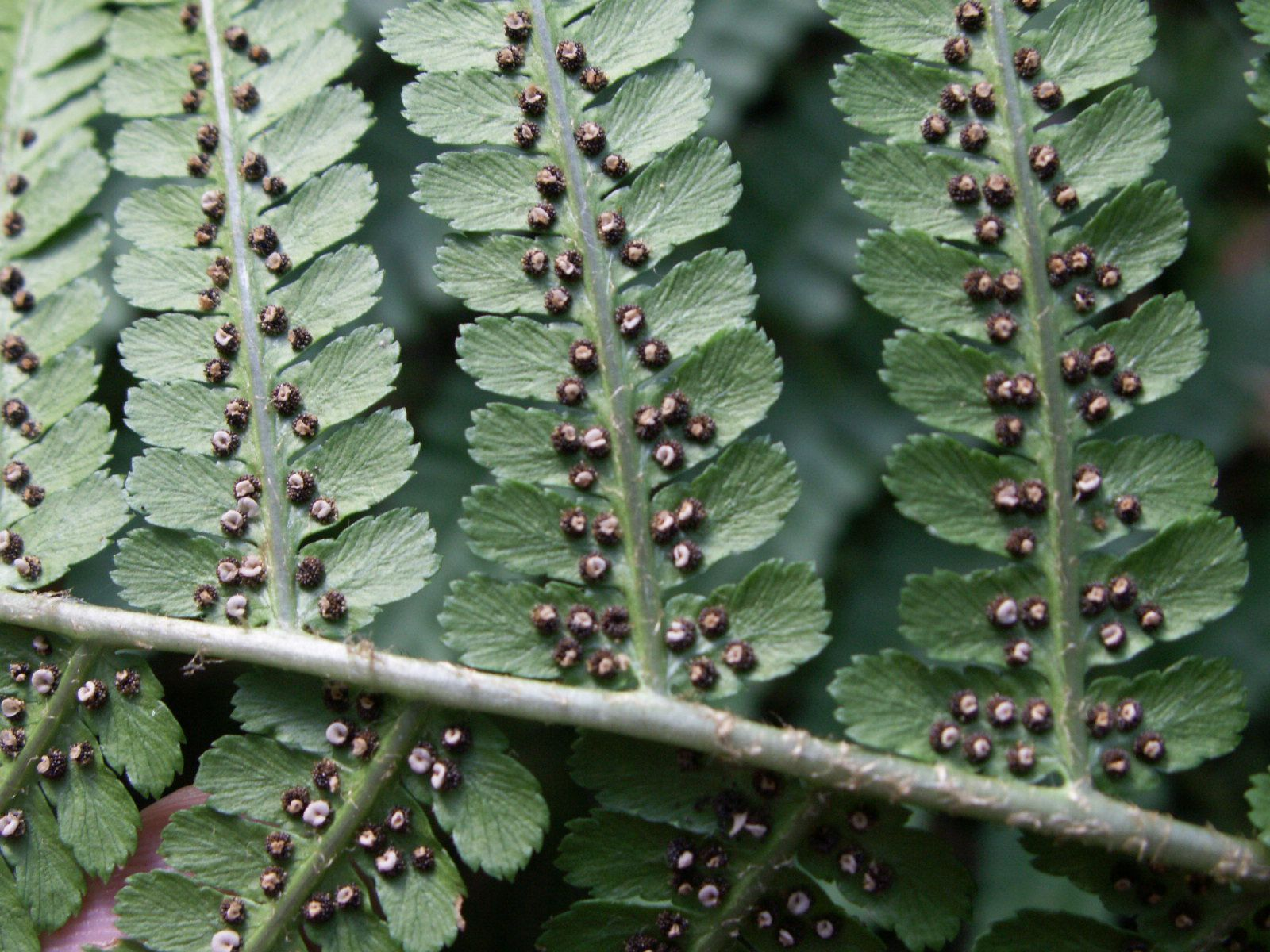
Sporenhoopjes van een mannetjesvaren

De varens van de niervarenfamilie hebben allen een korte, kruipende of rechtstaande wortelstok met schubben. Ook de steel is beschubt en dikwijls voorzien van klieren en/of haren. De bladen of veren zitten bij elkaar in dicht bundels en zijn enkel, dubbel of meervoudig geveerd. Er zijn nooit steriele bladen, alle volwassen bladen dragen sporenhoopjes.
De sporenhoopjes zitten op de onderzijde van de bladen, zijn rond of ovaal, al dan niet afgedekt met een dekvliesje. Indien aanwezig kan dit eveneens rond of nier-, schild- of hoefijzervormig zijn.

## Taxonomie

### Geslachten
- Arachniodes Blume
- Bolbitis Schott
- Ctenitis (C.Christens.) C.Christens. ex Tardieu-Blot et C.Christens
- Cyclopeltis J.Sm.
- Cyrtomium K.Presl
- Dryopteris Adans.
- ×Dryostichum W.H.Wagner
- Elaphoglossum Schott ex J.Sm.
- Fadyenia Hook.
- Hypoderris R.Br. ex Hook.
- Lastreopsis Ching
- Lomagramma J.Sm.
- Lomariopsis Fée
- Maxonia C.Christens.
- Megalastrum Holttum
- Nothoperanema (Tagawa) Ching
- Oleandra Cav.
- Olfersia Raddi
- Phanerophlebia K.Presl
- Polybotrya Humb. et Bonpl. ex Willd.
- Polystichopsis (J.Smith) Holttum
- Polystichum Roth
- Rumohra Raddi
- Tectaria Cav.
- Triplophyllum Holttum

### Beschreven soorten
Tot de niervarenfamilie behoren drie geslachten en negen soorten die in België en Nederland in het wild kunnen gevonden worden. Daarbuiten zijn er nog tientallen soorten uit de rest van Europa:
Familie: Niervarenfamilie (Dryopteridaceae)
- Geslacht: Arachniodes
  - Soort: Arachniodes webbiana
- Geslacht: Cyrtomium
  - Soort: Cyrtomium falcatum (IJzervaren)
- Geslacht: Dryopteris (Niervaren)
  - Soort: Dryopteris aemula
  - Soort: Dryopteris affinis (Geschubde mannetjesvaren)
  - Soort: Dryopteris aitoniana
  - Soort: Dryopteris carthusiana (Smalle stekelvaren)
  - Soort: Dryopteris cristata (Kamvaren)
  - Soort: Dryopteris dilatata (Brede stekelvaren)
  - Soort: Dryopteris filix-mas (Mannetjesvaren)
  - Soort: Dryopteris guanchica
  - Soort: Dryopteris maderensis
  - Soort: Dryopteris oligodonta
  - Soort: Dryopteris villarii
- Geslacht: Elaphoglossum
  - Soort: Elaphoglossum semicylindricum
- Geslacht: Polystichum (Naaldvaren)
  - Soort: Polystichum aculeatum (Stijve naaldvaren)
  - Soort: Polystichum drepanum
  - Soort: Polystichum falcinellum
  - Soort: Polystichum lonchitis (Lansvaren)
  - Soort: Polystichum munitum (Zwaardvaren)
  - Soort: Polystichum setiferum (Zachte naaldvaren)

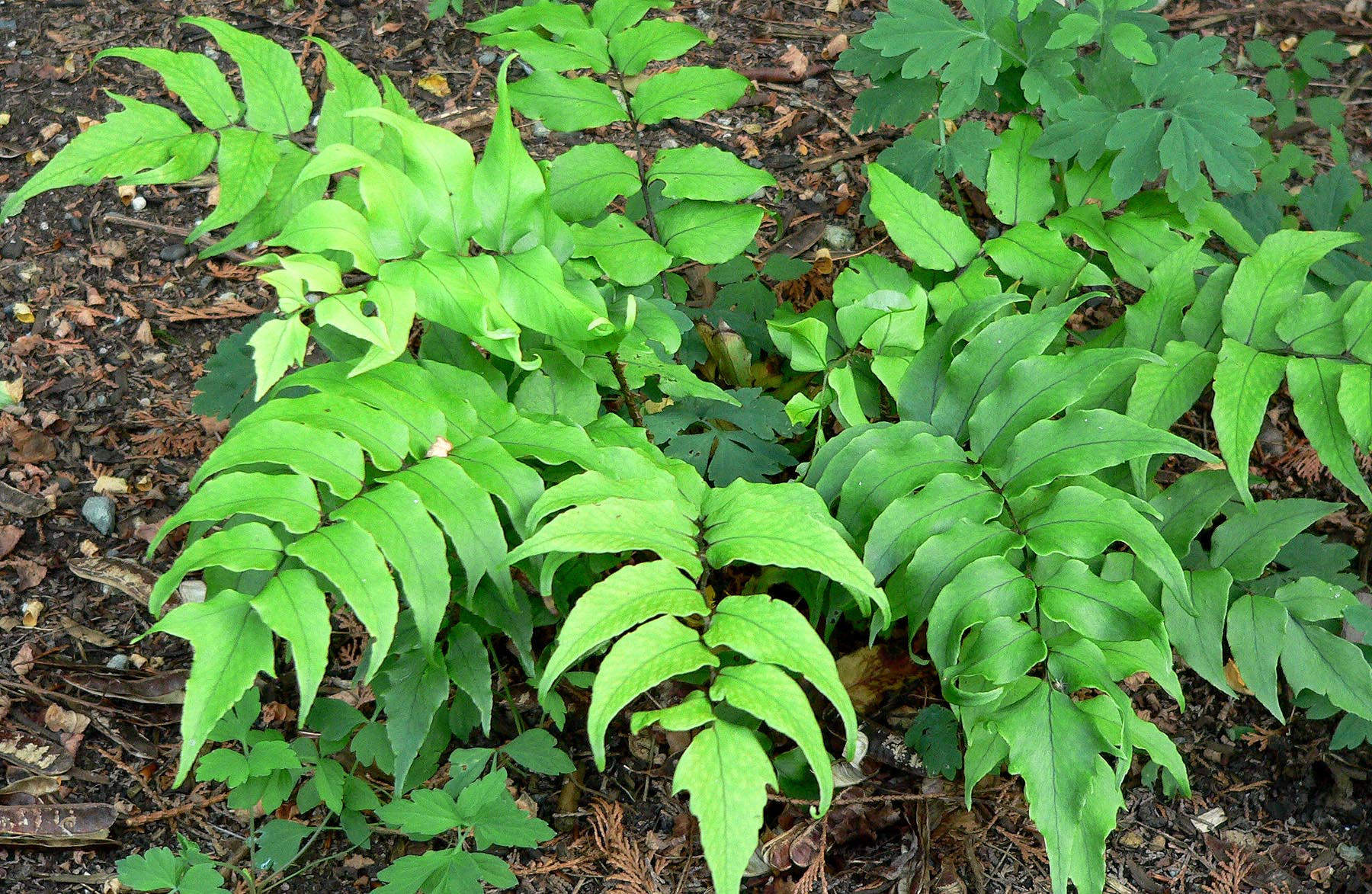
IJzervaren
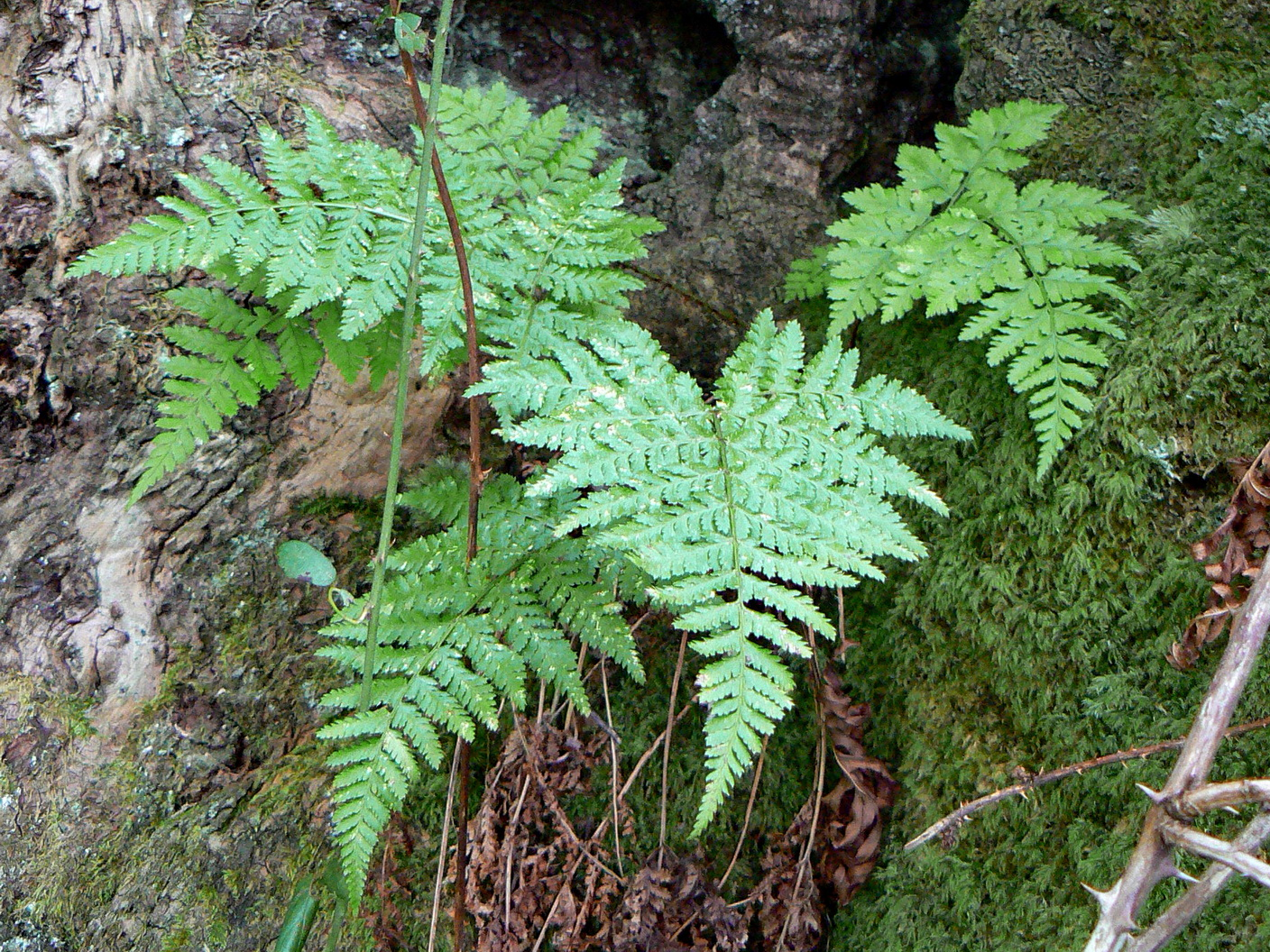
Dryopteris aemula
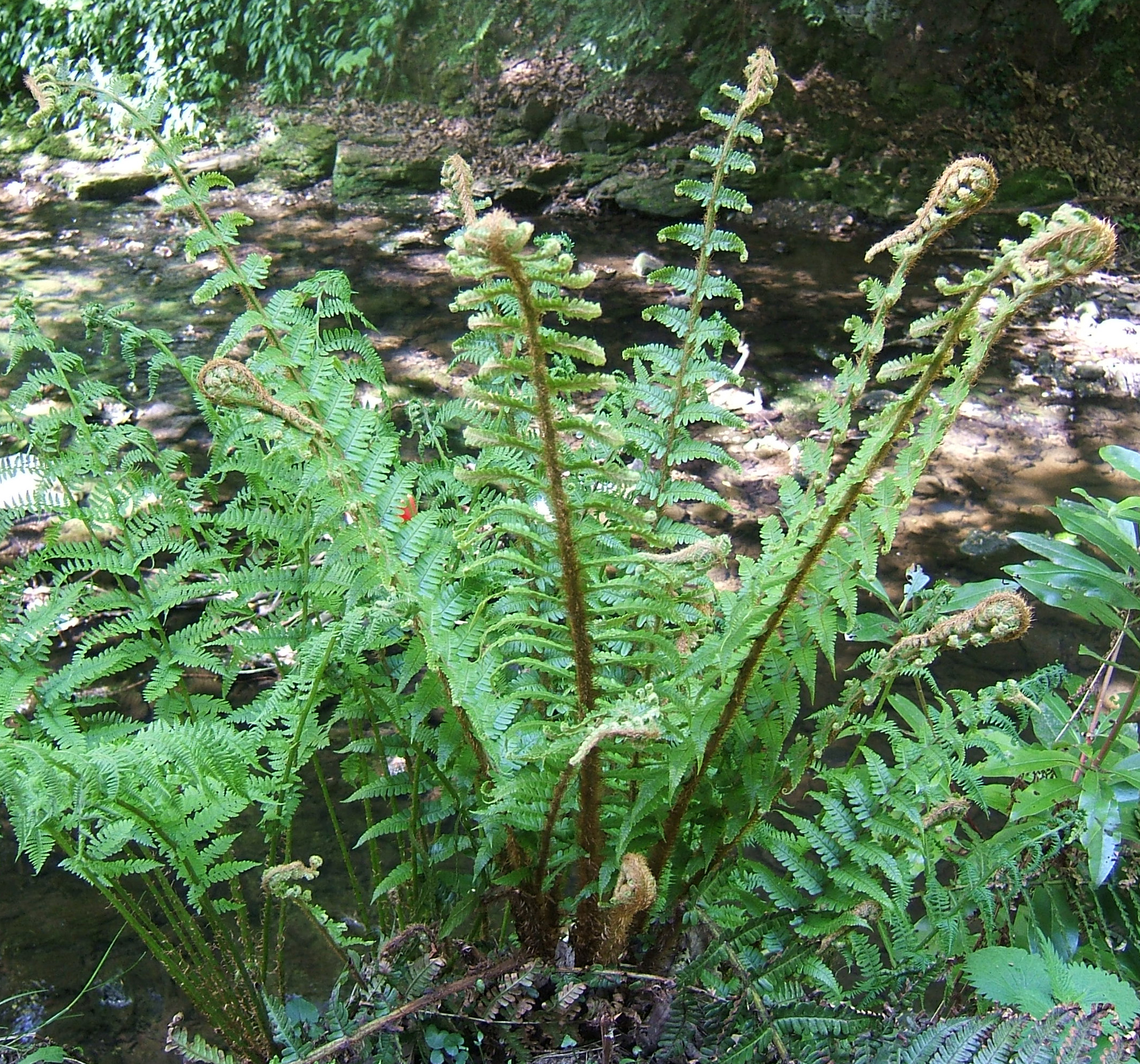
Geschubde mannetjesvaren
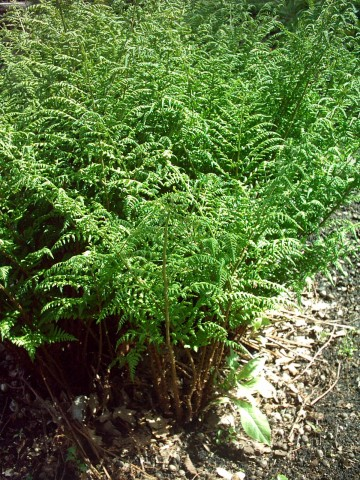
Brede stekelvaren
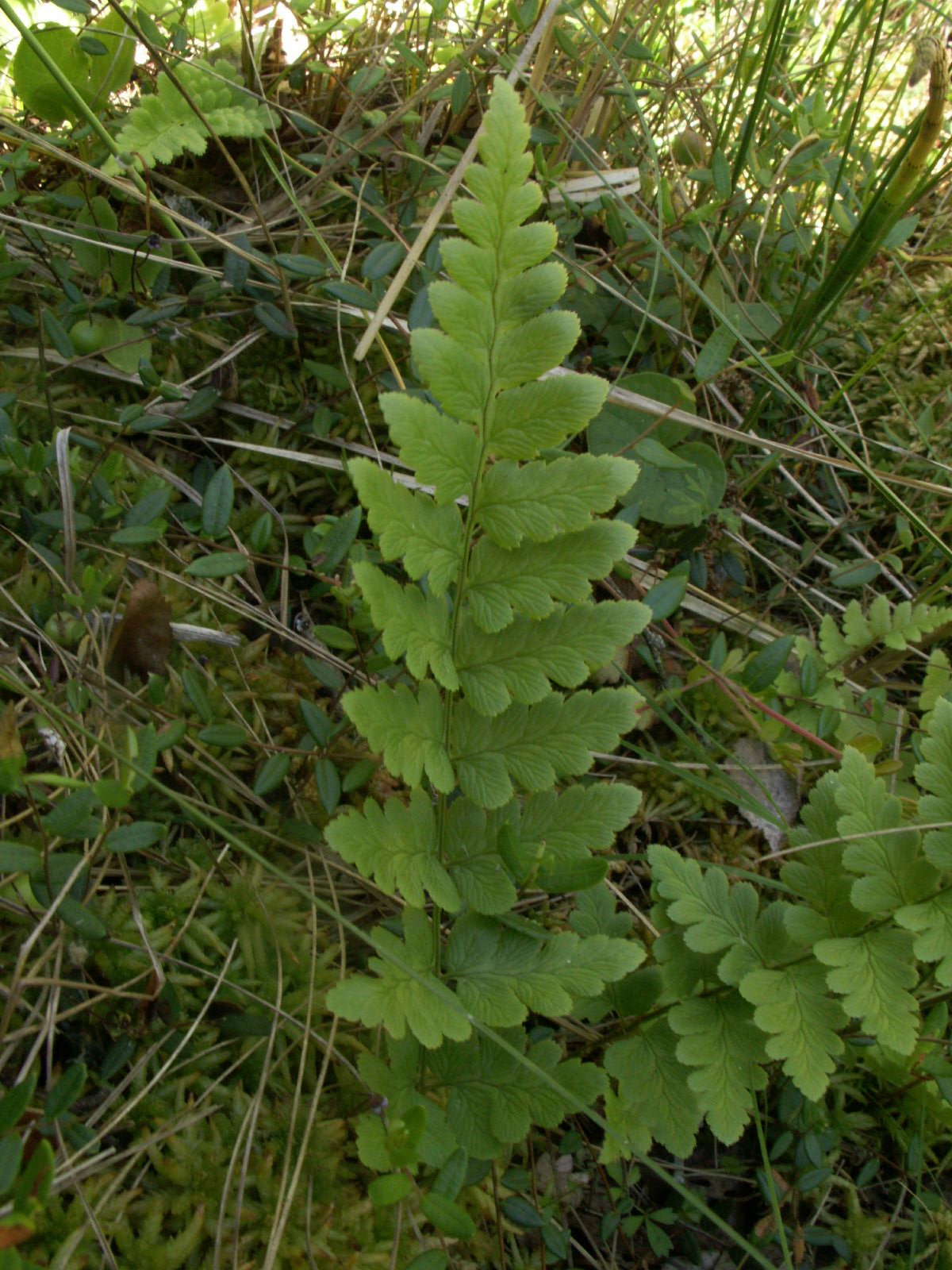
Kamvaren
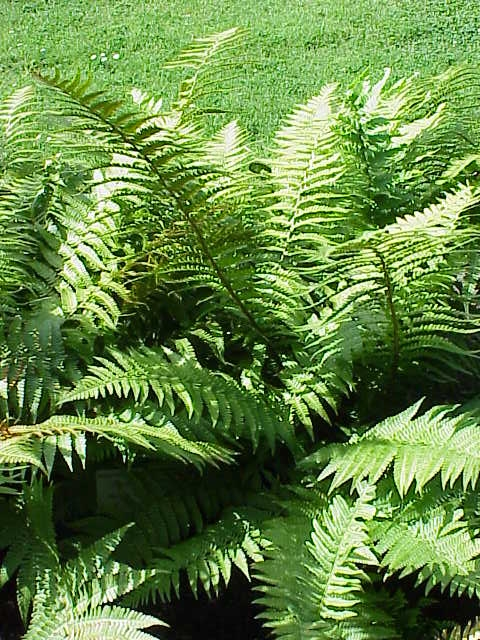
Mannetjesvaren
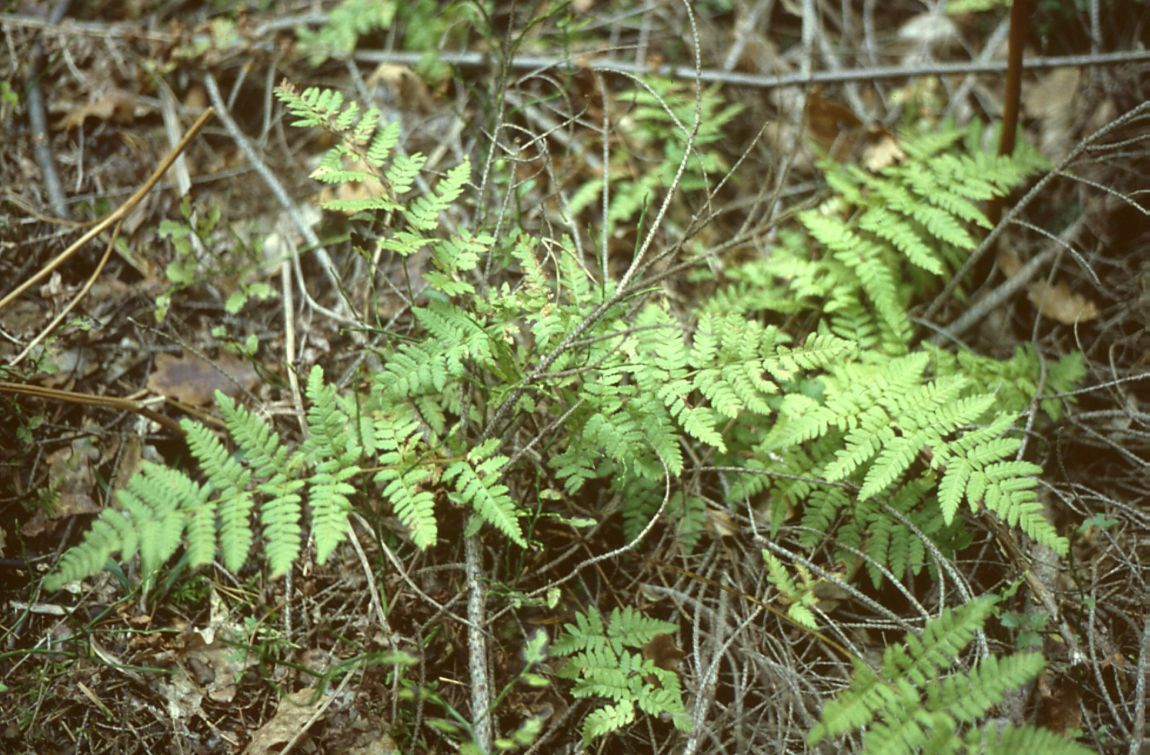
Smalle stekelvaren
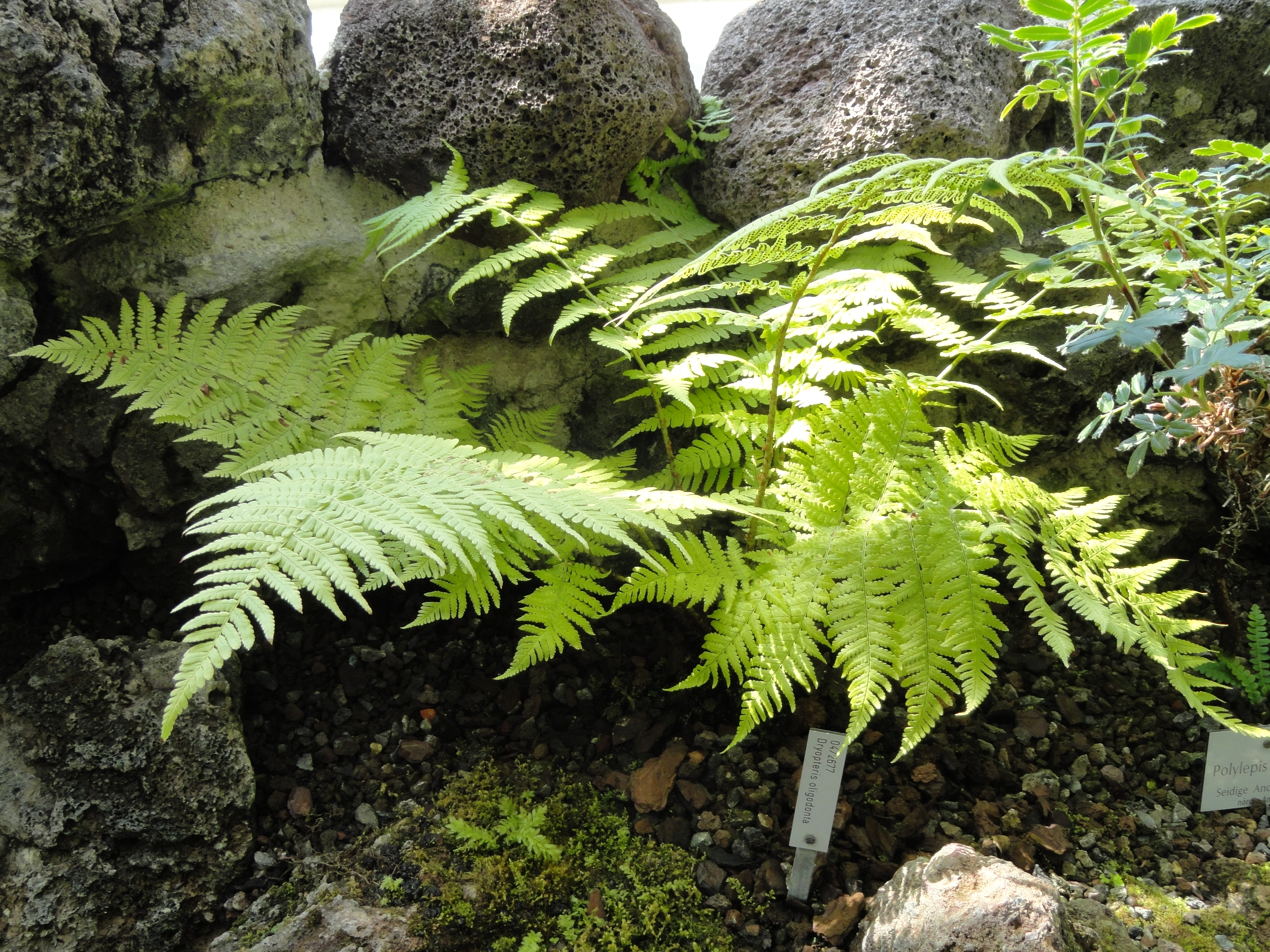
Dryopteris oligodonta
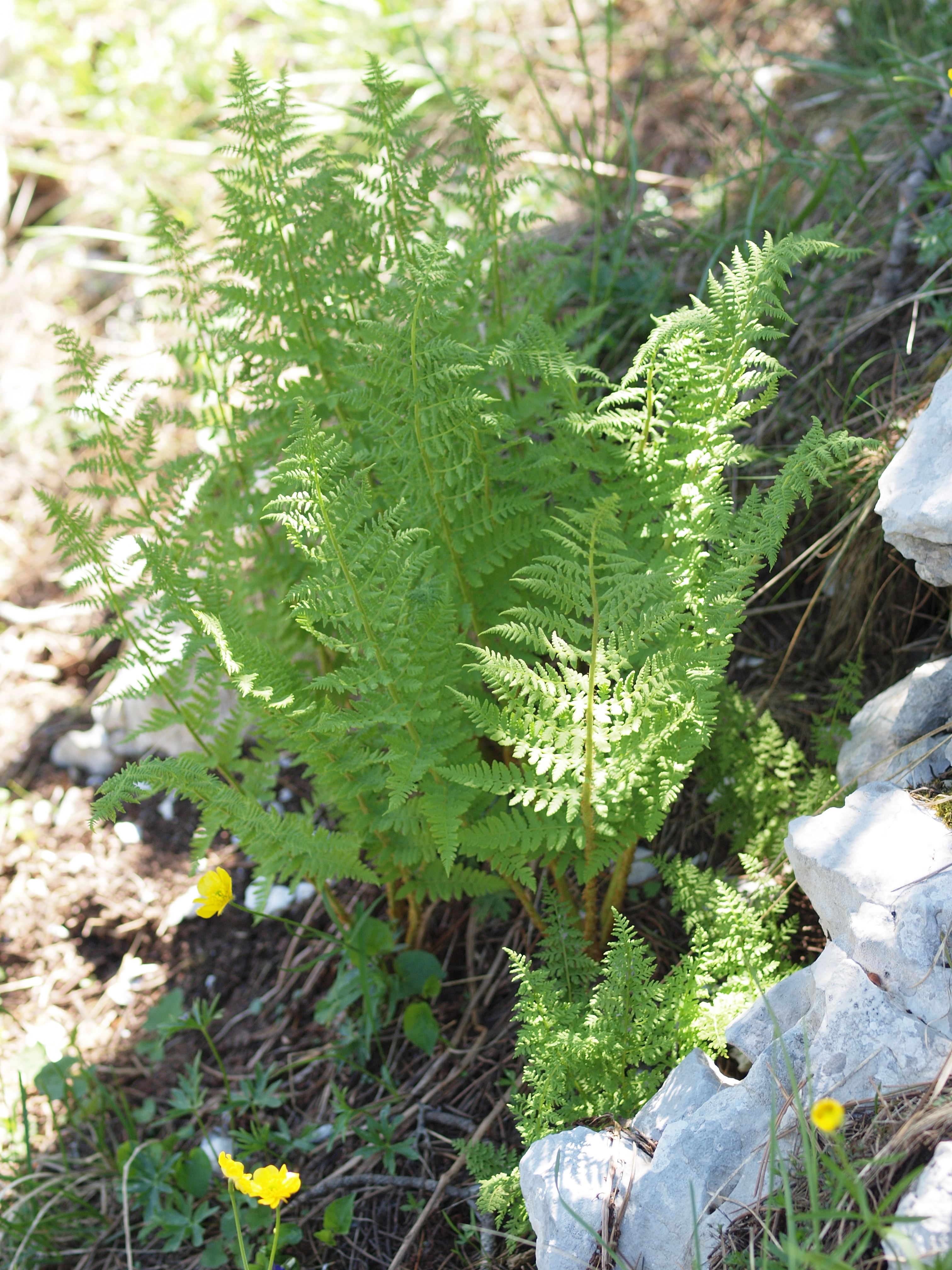
Dryopteris villarii
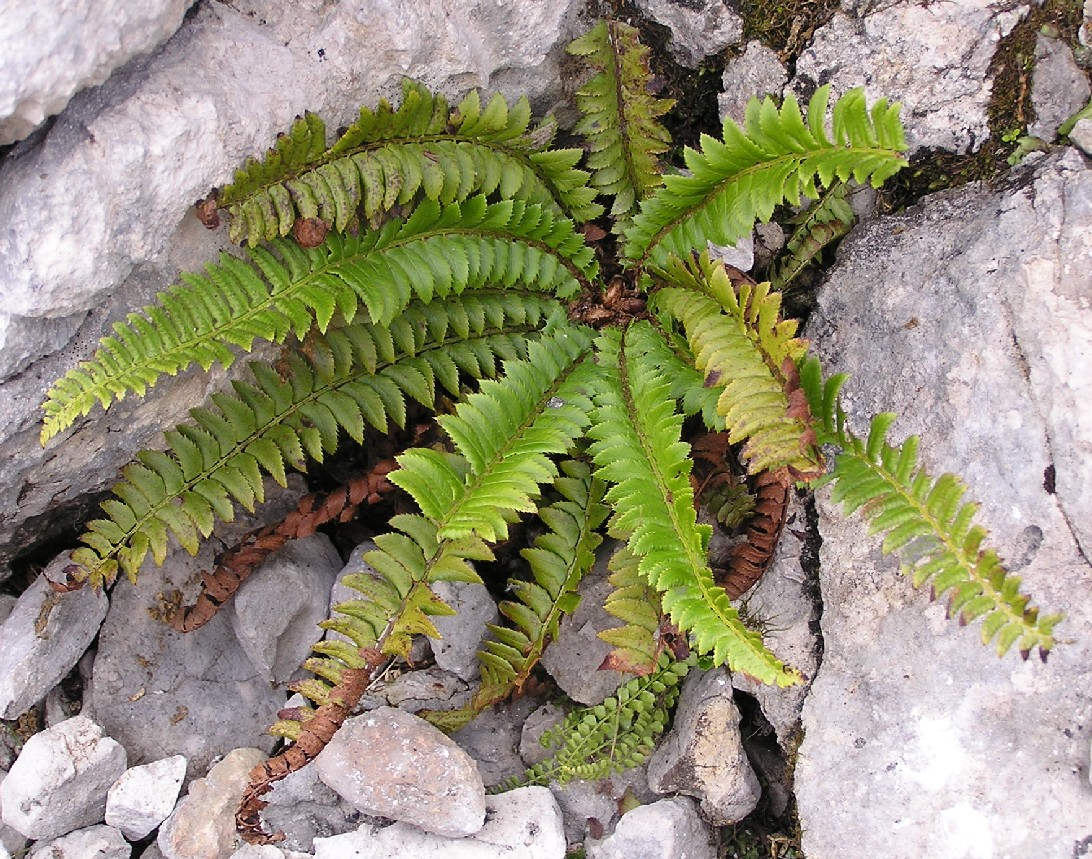
Lansvaren
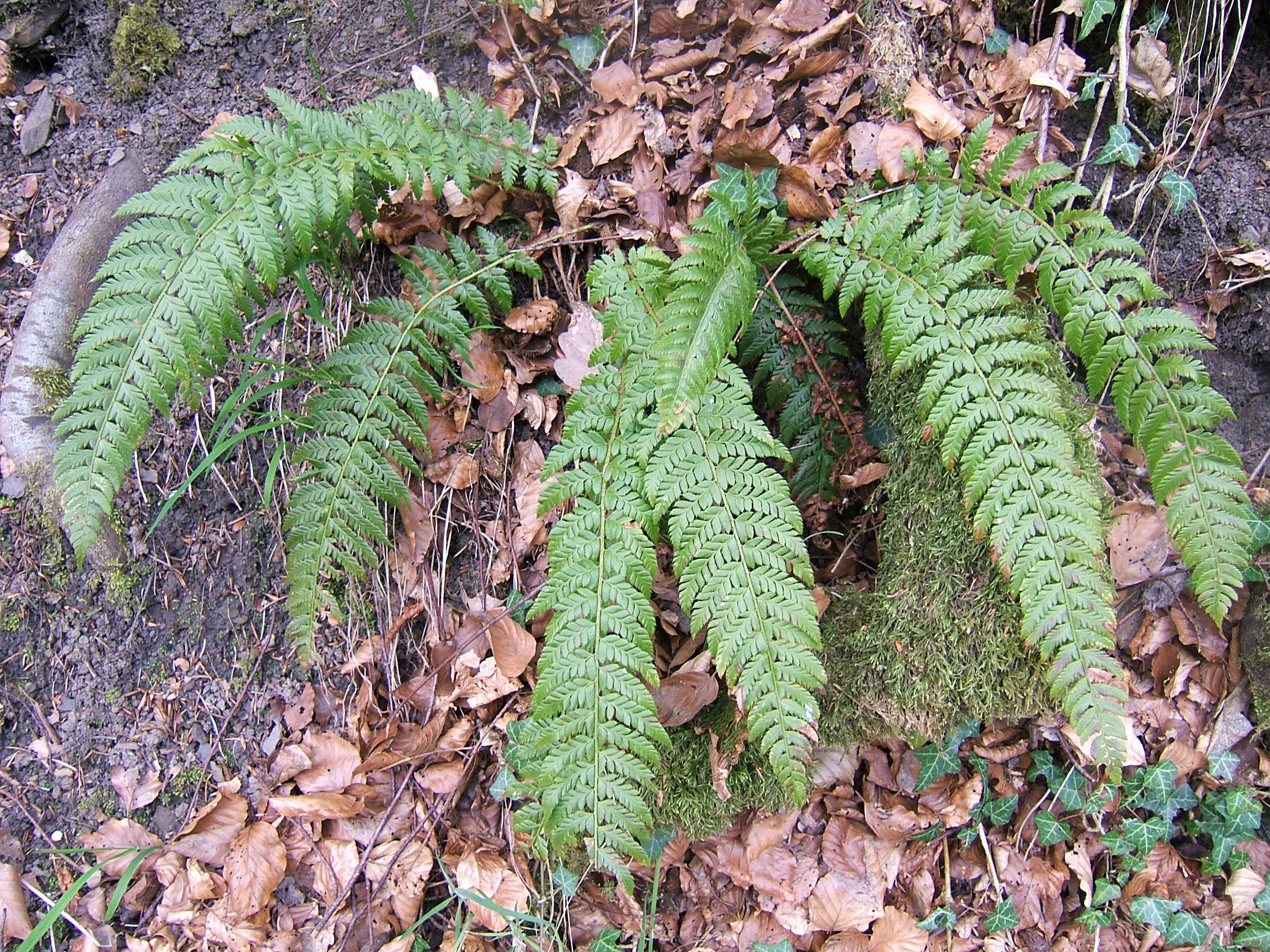
Stijve naaldvaren
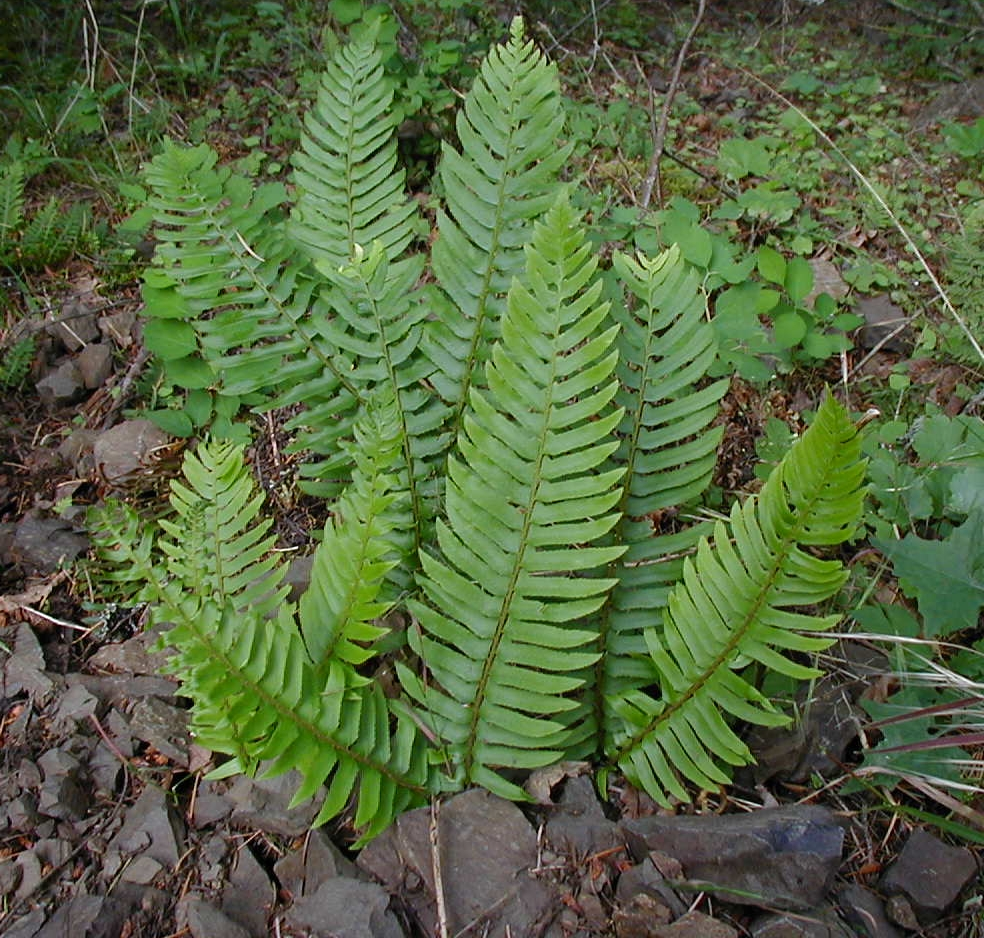
Zwaardvaren
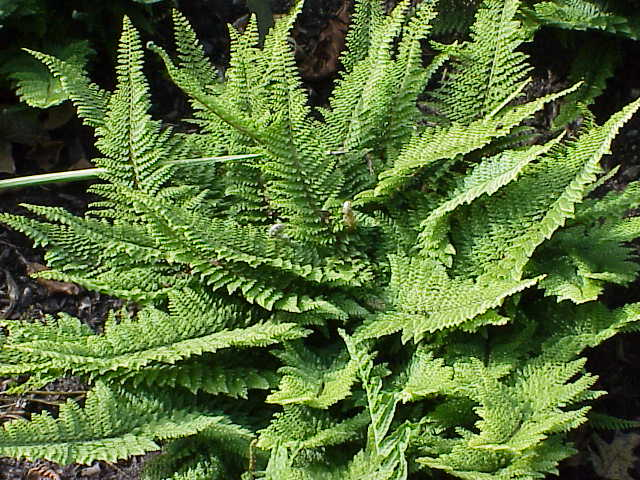
Zachte naaldvaren